# Паро (река)
Паро — река в западном Бутане, впадает справа в Чин-Чу, которая также известна как Райдак и Дудхкумар в нижнем течении.

## Течение

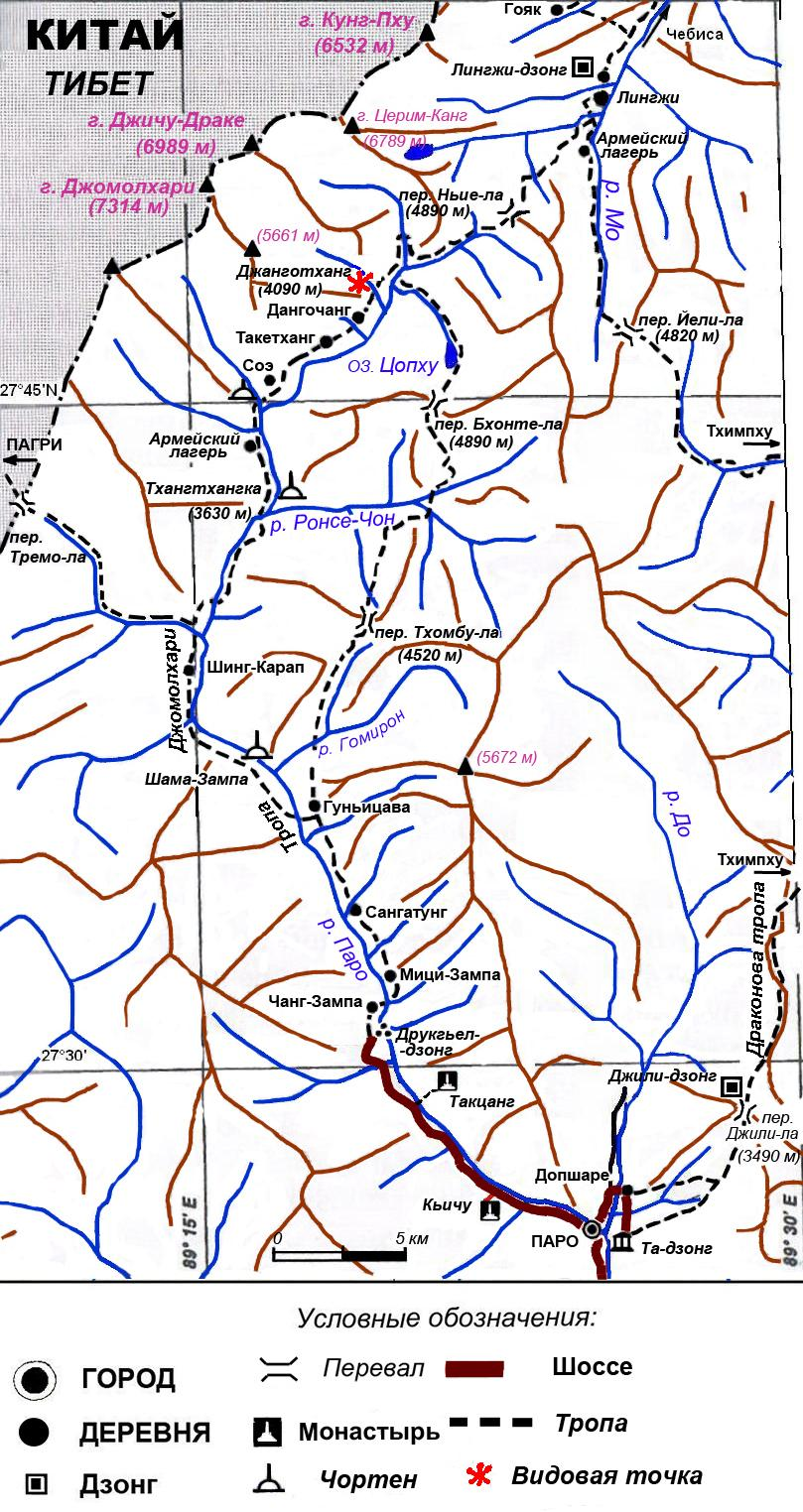
Тропа Джомолхари

Паро спускается с южного склона горы Джомолхари, её ледниковые воды спускаются через альпийские луга и глубокие ущелья в долину реки. Субальпийские и умеренные леса встречаются вдоль её среднего и нижнего течений. Река питает зеленые рисовые поля, а также яблочные и персиковые сады, расположенные на её берегах. В водах реки водится форель.
Паро течёт через одноимённую долину, где расположен один из главных городов Бутана, Паро, и многие важные монастыри, из которых наиболее известными являются Такцанг-лакханг и Ринпунг-дзонг. Такцанг-лакханг висит на выступе высокой скалы, лежащей примерно в 15 км к северу от города. Храмы являются одними из лучших образцов архитектуры Бутана. На реке есть традиционные деревянные крытые мосты Ньямай. Один такой мост был смыт во время наводнения в 1969 году и нынешний является его реконструкцией. Мост был также показан в фильме «Маленький Будда» режиссёра Бернардо Бертолуччи. Ниже города Паро река протекает к западу от единственного международного аэропорта Бутана. Только одна авиакомпания, Druk Air, имеет лицензию на полёты из этого аэропорта.

## Каякинг

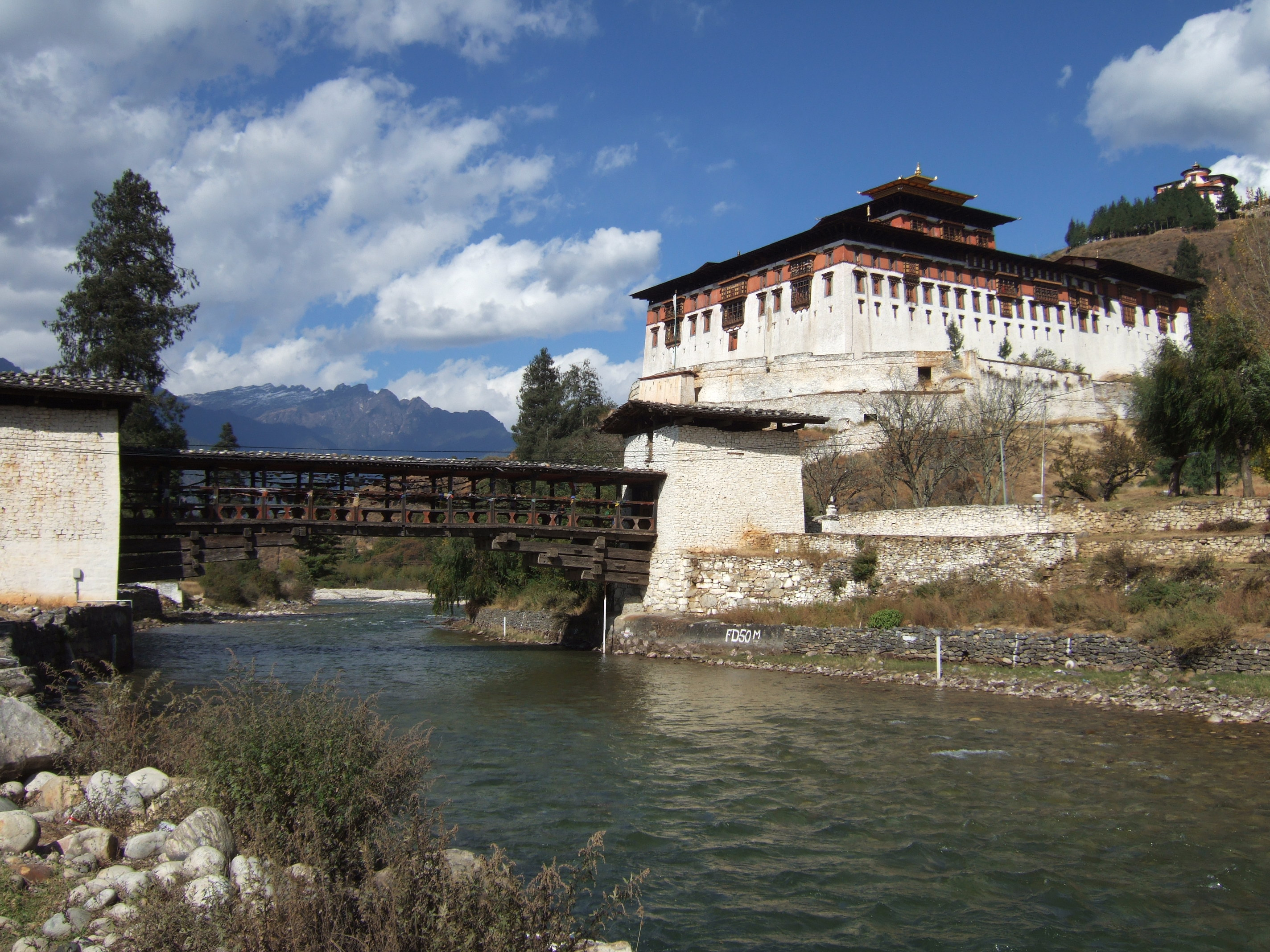
Крытый мост над Паро

Нижнее течение реки протяжённостью около 7 км является хорошим участком для байдарочников, в том числе начинающих. Этот участок имеет много валунов, порогов и волновых поездов. Течение проходит по живописным каньонам с порогами. Более опытные байдарочники могут продолжить сплав по Вонг Чу.